# Medvedia štôlňa
Medvedia štôlňa, česky Medvědí štola, je bývalá štola v Žiarske dolině v masivu hory Baranec na levém břehu horské říčky Smrečianka v Západních Tatrách (subprovincii pohoří Tatry). Štola se nachází na katastru zaniklé obce Svätý Štefan, která je stejnojmennou místní části města Liptovský Mikuláš v okrese Liptovský Mikuláš v Žilinském kraji na Slovensku.

## Popis a historie díla
Medvedia štôlňa je jediné zpřístupněné staré zaniklé důlní dílo na Liptově. Je to také nejdelší štola v Tatrách. Místo je přístupné se zapůjčeným čelním světlem a zapůjčeným hornickým kahanem a to jen v sezóně. Délka štoly je asi 0,55 km, přičemž zpřístupněno je asi 0,4 km. Převýšení trasy je 8 m. Vstup je zpoplatněn.
Záhadou je, že v historických pramenech není žádná zmínka o této štole. Vznikla zřejmě na začátku 18. století. Štola kopíruje směr křemenné žíly v kvarcitických rulách. Z toho se lze domnívat, že havíři se snažili dobývat také drahé kovy. Ve štole jsou také limonitové, tj. hnědelové, nátoky. Další záhadou je, že v okolí štoly nejsou ani stopy po haldách. Z toho lze usuzovat, že vytěžený limonit se asi zpracovával jako železná ruda snad v železárnách v Liptovském Hrádku.
Ve štole je celoročně stálá teplota cca 6 °C. První úsek štoly je uměle osvětlený, druhý úsek je osvětlen jen čelovými světly a třetí úsek je osvětlen starými hornickými kahany. Průvodce návštěvníkům vysvětluje způsob těžby, transport vytěženého materiálu a odvodňování. Štola byla využívaná i během Slovenského národního povstání.
Ve štole je také expozice permoníků a minerálů a návštěva je vhodná i pro děti.

## Další informace
Místo je vzdálené cca 200 m od parkoviště po silnici, resp. trase naučné stezky Žiarska dolina.

## Galerie

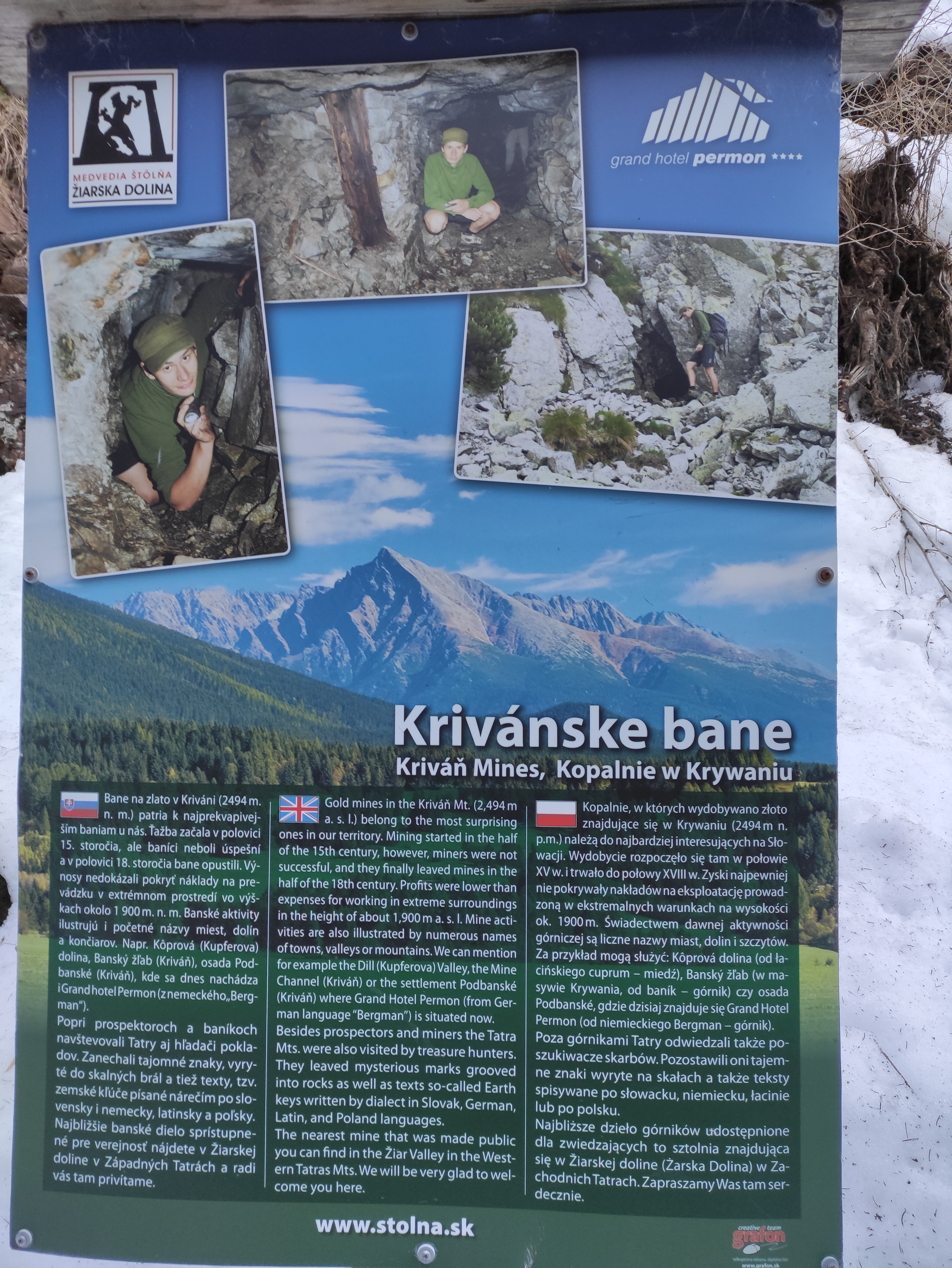
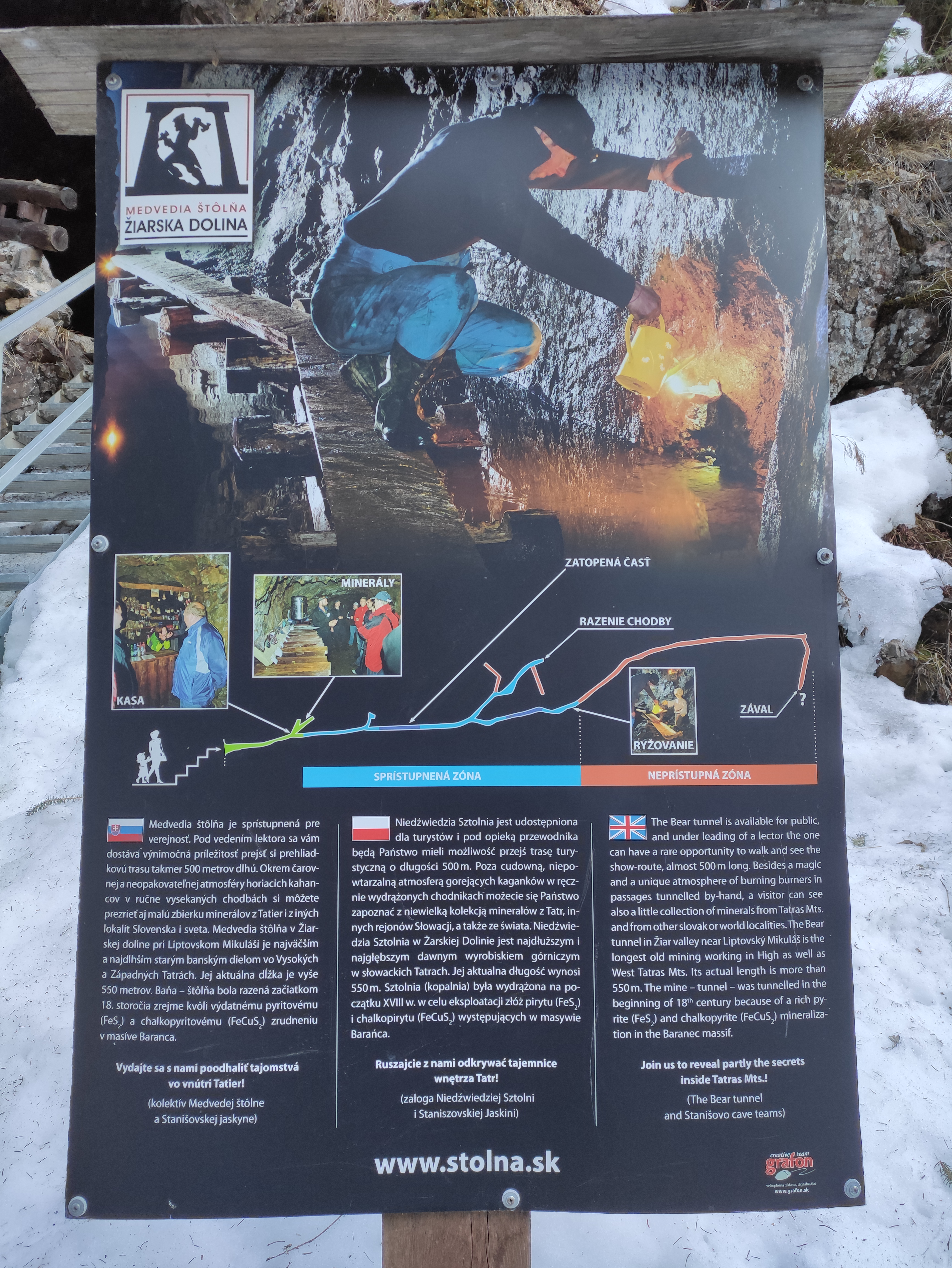
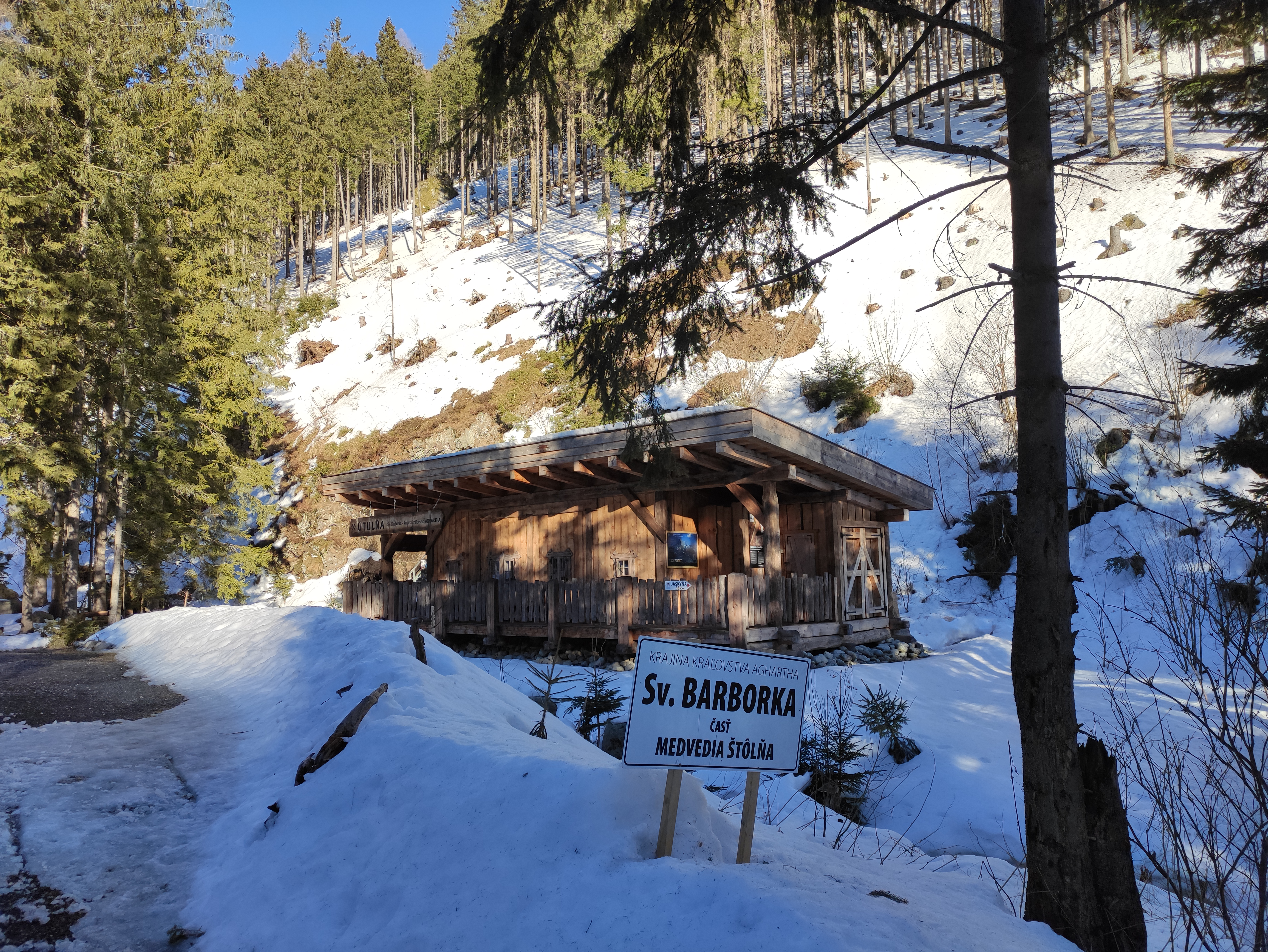
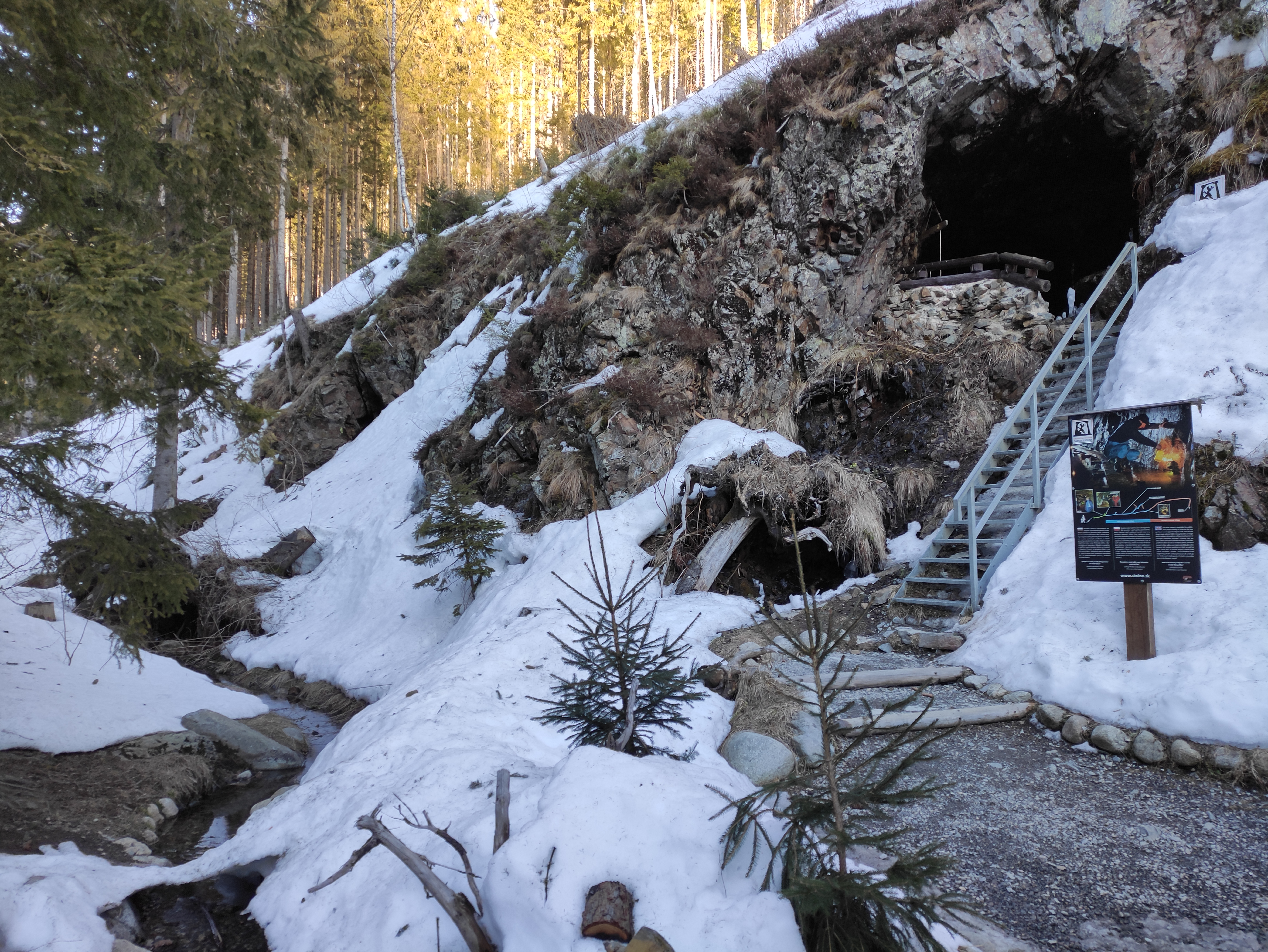
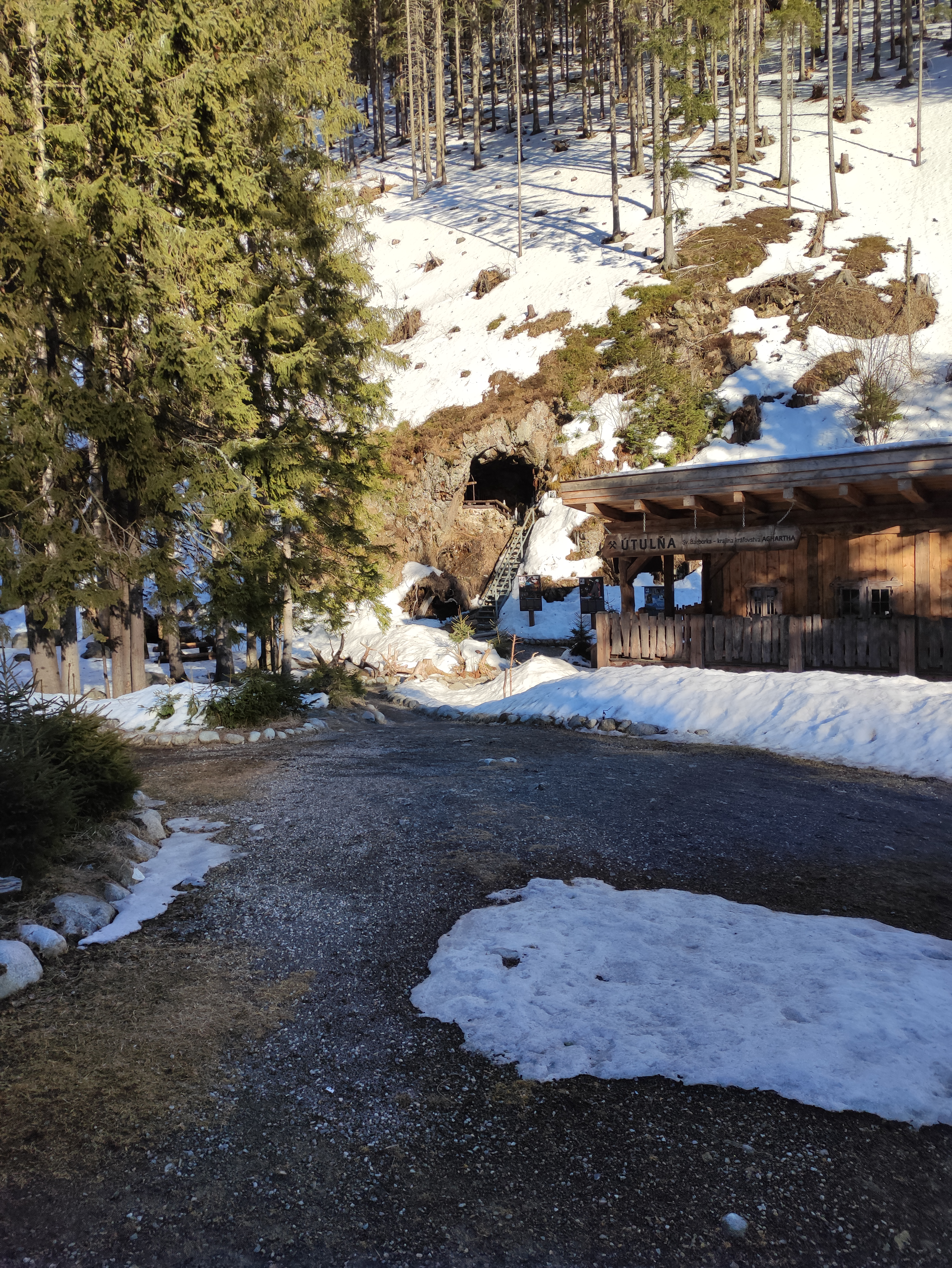